# Mark Stevens
Mark Stevens (ur. 13 grudnia 1916 w Cleveland, zm. 15 września 1994 w Majores) – amerykański aktor filmowy i telewizyjny.

## Filmografia
Reżyser
- 1954: Cry Vengeance
- 1958: Gun Fever
- 1965: Tierra de fuego

Seriale
- 1949: Martin Kane, Private Eye jako Martin Kane
- 1952: The Ford Television Theatre
- 1973: Kojak jako Manny
- 1983: Scarecrow and Mrs. King jako Sidney Rollins

Filmy
- 1943: Food and Magic jako Brudny żołnierz
- 1945: Operacja Birma jako Porucznik Baker
- 1950: Uwierz mi, proszę jako Matthew Kinston
- 1965: Tierra de fuego jako Szeryf Jess Kinley
- 1972: La Furia del Hombre Lobo jako Bill Williams

## Wyróżnienia
Posiada swoją gwiazdę na Hollywoodzkiej Alei Gwiazd.